# John Muhl

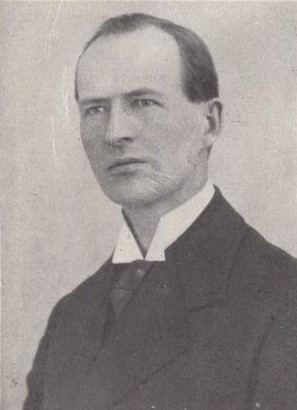
John Muhl

 John Muhl (* 18. Juni 1879 in Langfuhr, Westpreußen; † 2. Februar 1943 in Danzig) war ein deutscher Staatsanwalt und Polizeibeamter. Er war ein namhafter Familienforscher und Landeskundler von Danzig und seiner Umgebung.

## Leben
Muhl entstammte dem Danziger Patriziat. Seine Familie war 1711 aus Hamburg eingewandert. Seine Eltern waren der Rittergutsbesitzer Adolf Muhl und seine Frau Elisabeth geb. Schiefer auf Lagschau in der heutigen Gmina Trąbki Wielkie.
Nach dem Abitur am Akademischen Gymnasium Danzig begann er an der Universität Jena Rechtswissenschaft zu studieren. 1900 wurde er im Corps Thuringia Jena recipiert. Als Inaktiver wechselte er an die Friedrichs-Universität Halle. Nach dem Referendarexamen (1903) war er beim Amtsgericht in Putzig. 1907 bestand er die große juristische Staatsprüfung. Danach war er Assessor bei Gericht und Staatsanwaltschaft in Danzig, Konitz und Elbing. Er wurde 1914 zum Staatsanwalt in Danzig ernannt. Den Ersten Weltkrieg verbrachte er auf dem rumänischen Kriegsschauplatz. Danach engagierte er sich vorübergehend in der Deutschnationalen Volkspartei. In Langfuhr war er ihr Vorsitzender. Ab 1919 war er nebenamtlich bei der Provinzialverwaltung tätig, ab 1921 als stellvertretender Landesrat. In der Freien Stadt Danzig wurde er 1924 am 1. Juli 1924 zum Ersten Staatsanwalt befördert und im Oktober 1924 mit der Leitung der staatlichen Kriminalpolizei betraut. Am 1. Juli 1926 wurde er zu ihrem Leiter ernannt. Von 1935 bis 1943 war er Vorsitzender der Gesellschaft für Familienforschung, Wappen- und Siegelkunde in Danzig und Herausgeber der genealogischen Zeitschrift Danziger familiengeschichtliche Beiträge. Er starb im 64. Lebensjahr.

## Bibliographie
Das Museum im ehemaligen KZ Stutthof hat 2016 eine kommentierte und illustrierte Komplettübersetzung von Muhls Buch Geschichte von Stutthof (1928) herausgegeben. Im Unterschied zur Originalausgabe ist sie um eine umfassende Bibliografie und um ein umfangreiches Namensverzeichnis ergänzt worden.

### Bücher/Artikel über die Polizeigeschichte Danzigs
- Die Geschichte der Polizei der Freien Stadt Danzig. 1926.
- Die Staatliche Kriminalpolizei der Freien Stadt Danzig. 1927.
- Die Danziger Polizei im Laufe der Zeiten. Heimatblätter des Deutschen Heimatbundes Danzig, 1929.

### Bücher/Artikel über Danzigs Umgebung
- Ausflüge in die Danziger Umgegend und das Werder-Gebiet. 1922.
- Geschichte der Domäne Sobbowitz 1925, Quellen und Darstellungen zur Geschichte Westpreußens. Studien zur westpreußischen Gütergeschichte, 11, 1926, 1.
- Geschichte des Gutes Wartsch. Quellen und Darstellungen zur Geschichte Westpreußens, Studien zur westpreußischen Gütergeschichte, 11, 1926, 2.
- Geschichte von Stutthof 1928. Quellen und Darstellungen zur Geschichte Westpreußens, Studien zur westpreußischen Gütergeschichte, 11, 1926, 3.
- Die Danziger Höhe 1935. Heft 13, Führer des Staatlichen Landesmuseums für Danziger Geschichte, vol. 21.
- Geschichte der Dörfer auf Danziger Höhe. 1938.
- Die Bildung und Entwicklung von Hof- und Dorfnamen im Danziger Land. Bauernkalender Danzig-Westpreußen, Band 2, 1941, S. 100–103.

### In: Danziger familiengeschichtliche Beiträge
Herausgegeben von der Gesellschaft für Familienforschung, Wappen- und Siegelkunde
- Danziger Bürger auf der Danziger Höhe. 1, 1929, S. 41–45.
- Die Familie Lobeck und Lobeckshof. 2, 1934, S. 39–42.
- Siedler aus dem Erzgebirge im Danziger Land. 3, 1938, S. 3–6.
- Eine Mohrentaufe. 5, 1940, S. 20.
- Namensänderungen in alter Zeit. 5, 1940, S. 47–48.
- Namensänderungen in alter Zeit. 5, 1941, S. 12.
- Die Besitzer von Helgoland. 7, 1943, S. 5–8.

### In: Zeitschrift des Westpreußischen Geschichtsvereins
- Danziger Bürgergeschlechter in ländlichem Besitz. 71, 1934, S. 88–113.

### In: Mitteilungen des Westpreußischen Geschichtsvereins (bis 1937), Weichselland (ab 1938)
- Die Gemälde und Stichsammlung der Familie Muhl in Danzig. 11, 1912, S. 65–69.
- St. Elisabeth und Hl. Geist zu Danzig. 12, 1913, S. 86–92.
- Erinnerungen an die Zeit vor hundert Jahren. 13, 1914, S. 6–15.
- Der Senator Abraham Ludwig Muhl. 14, 1915, S. 8–16.
- Das Stammbuch des Senators Abraham Ludwig Muhl (1782–1789). 14, 1915, S. 73–76.
- Der Danziger Ratsherr Friedrich Muhl 1732–1797. 17, 1918, S. 61–67.
- Die Hagedorn-Stiftung beim Pockenhaus und Lazarett zu Danzig. 19, 1920, S. 24–28.
- Lagschau. 21, 1922, S. 4–12.
- Die Jesuitenschanze. 22, 1923, S. 10–16.
- Geschichte des Rittergutes Herrengrebin. 22, 1923, S. 1–39.
- Von Sperlingsdorf und seiner Kapelle. 23, 1924, S. 46–51.
- Die Vogelsängerzunft in Danzig. 23, 1924, S. 62–70.
- Die Jagd auf der Danziger Nehrung. 24, 1925, S. 72–78.
- Der englische Hof.  25, 1926, S. 45–58.
- Die Entenfängerzunft in Danzig. 26, 1927, S. 17–29, 49–58.
- Land- und Waldseen auf der Danziger Höhe. 30, 1931, S. 21–38.
- Danziger Bürger auf der Danziger Höhe. 30, 1931, S. 49–68.
- Fischerei und Störfang im Danziger Gebiet. 30, 1931, S. 69–84.
- Umgangsformen auf der Danziger Höhe in früheren Jahrhunderten. 31, 1932, S. 23–32.
- Zauberei und Hexenaberglauben im Danziger Land. 32, 1933, S. 35–43.
- Kirche und Schule im Hospitalsdorf Rambeltsch. 32, 1933, S. 74–85.
- Eine Danziger Wasserleitung. 33, 1934, S. 12–15.
- Die Kirche zu Wonneberg, eine Gründung der Stadt Danzig. 33, 1934, S. 86–93.
- St. Elisabeth zu Danzig. 34, 1935, S. 5–15.
- Lobeckshof und die Familie Lobeck. 34, 1935, S. 39–43.
- Die ungarische Familie von Bersewitz in Ostpreußen. 34, 1935, S. 70–72.
- Wölfe um Danzig. 34, 1935, S. 84–88.
- Kirchen auf der Danziger Höhe. 1. Löblau. 35, 1936, S. 25–38.
- Kirchen auf der Danziger Höhe. 2: Gischkau. 35, 1936, S. 67–78.
- Die St. Jacobskirche und die Versöhnungskirche in Oliva. 35, 1936, S. 123–129.
- Ein Danziger Stammbuch. 36, 1937, S. 31–35.
- Hüttenorte im Danziger Land. 37, 1938, S. 15–18.
- Die Kirchen in Mariensee. 37, 1938, S. 59–65.
- Kirche und Schule in Praust. 38, 1939, S. 1–9.
- Das Danziger Haupt. 39, 1940, S. 59–63.
- Kirchengeschichtliches von der Danziger Nehrung. 39, 1940, S. 36–45.
- Die Kirche und Schule in Ohra. 41, 1942, S. 40–45.